# Рожки (Слободський район)
Ро́жки (рос. Рожки) — присілок у складі Слободського району Кіровської області, Росія. Входить до складу Шиховського сільського поселення.
Населення становить 3 особи (2010, 1 у 2002).
Національний склад станом на 2002 рік — росіяни 100 %.